# Baraci
Le Baraci ou quelquefois Baracci est un fleuve côtier français du département Corse-du-Sud de la région Corse et a son embouchure en mer Méditerranée dans le golfe de Valinco, au nord-est de Propriano.

## Géographie
D'une longueur de 16,5 kilomètres, le Baraci prend sa source sur la commune de Zérubia à l'altitude 1 040 mètres, à moins d'un kilomètre au sud de la Punta di Giuli (1 267 m).
Il coule globalement du nord-est vers le sud-ouest.
Il a son embouchure en mer Méditerranée dans le golfe de Valinco sur la commune d'Olmeto, à l'altitude 0 mètre, au nord de la plage de Baraci, et à moins d'un kilomètre de la source thermale de Baraci.
Les cours d'eau voisins sont le Rizzanese au sud et au nord le Taravo.

### Communes et cantons traversés
Dans le seul département de la Corse-du-Sud, le Baraci traverse six communes et trois cantons :
- dans le sens amont vers aval : (source) Zérubia, Moca-Croce, Santa-Maria-Figaniella, Fozzano, Viggianello, Olmeto (confluence)[4].

Soit en termes de cantons, le Baraci prend source dans le canton de Tallano-Scopamène, traverse le canton de Petreto-Bicchisano, conflue dans le canton d'Olmeto, le tout dans l'arrondissement de Sartène.

### Bassin versant
La superficie du bassin versant « Cotiers du Taravo au Rizzanese » est de 96 km2. 

### Organisme gestionnaire
L'organisme gestionnaire est le Comité de bassin de Corse, depuis la loi corse du 22 janvier 2002.

## Affluents
Le Baraci a onze affluents référencés :
- le ruisseau d'Ortu Vecchiu (rd[note 1]) 2,8 km, sur les quatre communes de Petreto-Bicchisano, Santa-Maria-Figaniella, Zérubia et Moca-Croce avec deux affluents[5] :
  - le ruisseau de Cannelli (rg) 1,5 km, sur les deux communes de Zérubia et Moca-Croce.
  - le ruisseau de Monte Acciaiu (rg) 1,2 km, sur la seule commune de Zérubia et Moca-Croce.

- le ruisseau de Firuletu (rd) 2,3 km, sur les trois communes de Santa-Maria-Figaniella, Cargiaca et Moca-Croce.
- le ruisseau de Barab (rd) 2,5 km, sur les trois communes de Petreto-Bicchisano, Santa-Maria-Figaniella et Moca-Croce.
- le ruisseau de la Scala (rd) 4 km, sur les trois communes de Petreto-Bicchisano, Santa-Maria-Figaniella et Moca-Croce.
- le ruisseau de Giavina (rg) 1,6 km, sur les deux communes de Fozzano, Santa-Maria-Figaniella.
- le ruisseau de Mulina ou ruisseau de Bruscaju (rd) 5,9 km, sur les cinq communes de Casalabriva, Fozzano, Petreto-Bicchisano, Santa-Maria-Figaniella et Moca-Croce avec un affluent[6] :
  - le Vadina di Barbaruzi (rg) 2,6 km, sur les deux communes de Petreto-Bicchisano et Moca-Croce.

- le ruisseau de Capannajola (rd) 3,4 km, sur les deux communes de Fozzano, Santa-Maria-Figaniella.
- le ruisseau de la Pointe de Zibo (rg) 4,9 km, sur les deux communes de Fozzano, Santa-Maria-Figaniella.
- le ruisseau de Fracintu (rd) 4,2 km, sur les trois communes de Fozzano, Petreto-Bicchisano et Olmeto.
- le ruisseau d'Undala (rd) 6,1 km, sur les six communes de Casalabriva, Fozzano, Petreto-Bicchisano, Viggianello, Moca-Croce et Olmeto.
- le Vadina di Mulini (rd) 8,3 km, sur les deux communes de Casalabriva, Olmeto[note 2].

### Rang de Strahler
Le rang de Strahler est de trois.

## Aménagements et écologie
La descente de canyon est possible sur le Baraci,,,.